# Estratégico de Cecaumeno
Estratégico de Cecaumeno (em grego: Στρατηγικὸν τοῦ Κεκαυμένου; em latim: Cecaumeni Strategicon) é um manual bizantino do final do século XI que oferece conselhos sobre guerra e o tratamento dos assuntos públicos e internos. A obra recebe esse título devido o nome do autor anônimo que a compilou.
O livro foi composto entre 1075 e 1078 por um general bizantino de ascendência parcialmente armênio. Nela, oferece conselhos, com base em sua própria experiência pessoal e valendo-se de numerosos exemplos históricos dos acontecimentos do século XII. É dividido em seis partes:
- Parte 1 (Capítulos 1-8) sobrevive incompleto, visto que seu início foi perdido. Trata-se de taxas e serviços, devido a um senhor superior.
- Parte 2 (Capítulos 9-34) é o Estratégico adequado, e contém conselhos a um general.
- Parte 3 (Capítulos 35-71) contém conselhos sobre assuntos domésticos, a educação dos filhos, gestão da casa e da família e das relações sociais.
- Parte 4 (Capítulos 72-76) contém conselhos sobre o curso correto de ação em caso de uma revolta contra o Imperador.
- Parte 5 (Capítulos 77-88) contém advertências para o Imperador sobre o governo e defesa do Estado.
- Parte 6 (Capítulos 89-91) contém conselhos ao governante local autônomo (toparca) em suas relações com o Imperador.

É valioso para os historiadores por seu retrato da mentalidade da aristocracia provincial bizantina nas últimas décadas do século XI e, especialmente, as relações sociais, como revelado na terceira parte. Também contém muita informação de outra maneira desconhecida sobre eventos históricos, e é o primeiro livro a registrar a presença dos valáquios na Tessália.

## Edições, traduções e comentários
- Maria Dora Spadaro, ed. and transl., Kekaumenos. Raccomandazioni e consigli di un galantuomo: Stratēgikon. Alessandria 1998 (texto grego com frente para tradução italiana).
- Dimitris Tsougarakis, ed., comm., and transl. Κεκαυμένου Στρατηγικόν. Athens 1993 (3ª ed. 1996) (texto grego com tradução do grego moderno).